# Clement Attlee
Clement Richard Attlee, I conte Attlee (Londra, 3 gennaio 1883 – Westminster, 8 ottobre 1967), è stato un politico e militare britannico, primo ministro del Regno Unito dal 1945 al 1951.
Presidente del Partito Laburista dal 1935 al 1955, fu un sostenitore dello stato sociale e del consenso postbellico. Come primo ministro supportò la nazionalizzazione di diverse industrie e la fondazione del National Health Service, il servizio sanitario gratuito del Regno Unito.
Fu il principale interprete della ricostruzione postbellica, e a livello internazionale avviò la transizione del Regno Unito da potenza globale a potenza europea. Supportò il piano Marshall e la decolonizzazione in Asia.

## Biografia

### Studi e inizi in politica
Docente di scienze economiche, al termine del primo conflitto mondiale aderì al Partito Laburista.
Nel 1919 divenne sindaco di Stepney; nel 1922 iniziò la sua carriera parlamentare.
La sua politica si rifaceva al new liberalism ed era un riformista moderato; l'abolizione del sistema capitalistico non era un suo obiettivo.

### Incarichi nel primo dopoguerra
Ricoprì vari incarichi nei governi presieduti da Ramsay MacDonald, tra le quali le cariche di sottosegretario alla guerra (1924); di Cancelliere del Ducato di Lancaster e di ministro delle poste (tra il 1929 e il 1931).
Capo dell'opposizione ai governi conservatori, dal 1935; si batté contro la loro politica di appeasement nei confronti della Germania nazista; nel 1940 entrò nel governo di unità nazionale di Winston Churchill, anch'egli da sempre contrario all'appeasement di Chamberlain.

### Primo Ministro
Dopo la fine della guerra in Europa chiese e ottenne la convocazione di elezioni, da lui vinte, a sorpresa, con la maggioranza assoluta.
Il suo primo impegno come premier fu la partecipazione alla conferenza di Potsdam.

#### Politica interna
In politica interna si mosse in tre direzioni: introduzione di un sistema assicurativo e previdenziale fondato sul principio di universalità, secondo i piani di William Beveridge; realizzazione d'un vasto piano di nazionalizzazioni; elaborazione di una pianificazione economica volta a diminuire la disoccupazione.
Nazionalizzò la Banca d'Inghilterra, le miniere e le ferrovie. Tramite il consenso postbellico stabilì un equilibrio tra le forze politiche e le forze sindacaliste e diede vita a un forte stato sociale, mantenuto dai successivi governi conservatori fino a Margaret Thatcher. Supportò Aneurin Bevan come ministro della sanità per la fondazione del National Health Service, il servizio sanitario nazionale del Regno Unito.

#### Politica estera
In politica estera il suo governo mantenne il forte legame con gli Stati Uniti, ma nel 1946 Attlee stipulò un accordo commerciale con l'Unione Sovietica, fornendo alcuni esemplari (e concedendone la produzione, su licenza) del più avanzato turboreattore britannico, il Rolls-Royce Nene; ciò permise all'URSS di realizzare il MiG-15 e sviluppare la propria aviazione militare.
Diede avvio alla politica di decolonizzazione e concesse l'indipendenza al subcontinente indiano.

### Dopo il governo
Nel 1951 fu sconfitto da Winston Churchill; assunse la carica di capo dell'opposizione laburista e la mantenne sino al 1955, anno in cui si ritirò dal partito dopo 20 anni di leadership. Per aver ricoperto il ruolo di primo ministro gli fu concesso un seggio nella camera dei Lord, dove fu attivo fino alla morte nel 1967.

## Vita privata
Attlee disse di non seguire alcun culto in particolare e di non aver alcun rapporto con la fede: quando gli chiesero se fosse agnostico, rispose "Non lo so".